# CBS News

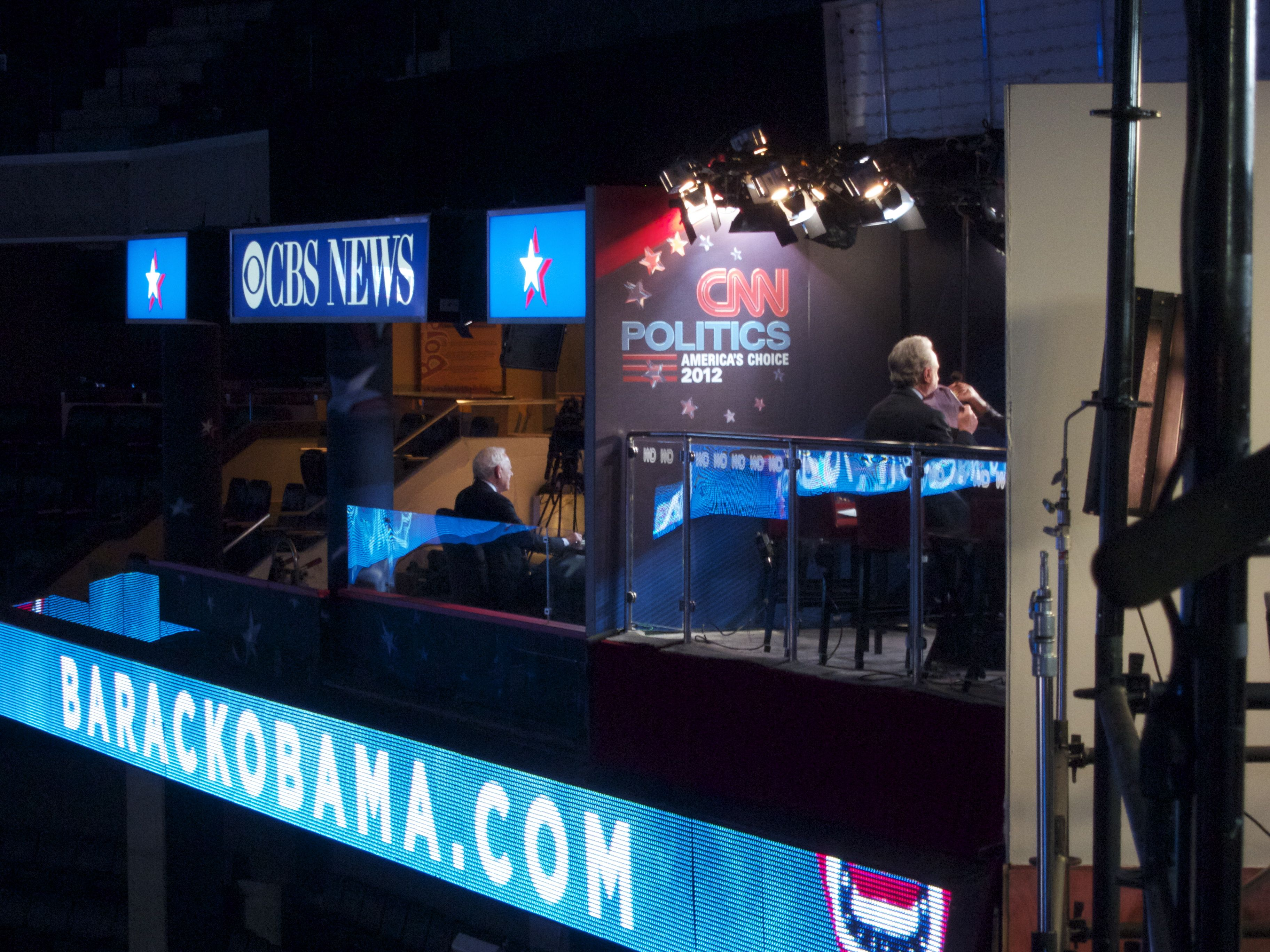
CBS News

CBS News là bộ phận chuyên tin tức của đài truyền hình Mỹ CBS. Các chương trình truyền hình của CBS News bao gồm CBS Evening News, CBS This Morning, các chương trình tạp chí tin tức CBS News Sunday Morning, 60 Minutes và 48 Hours, và chương trình chính trị buổi sáng Chủ nhật Face the Nation. CBS News Radio sản xuất các bản tin hàng giờ cho hàng trăm đài phát thanh và cũng giám sát các podcast của CBS News như The Takeout Podcast. CBS News cũng điều hành mạng tin tức kỹ thuật số 24 giờ CBSN
Chủ tịch và nhà sản xuất điều hành cấp cao của CBS News là Susan Zirinsky, người đảm nhận vai trò này vào ngày 1 tháng 3 năm 2019. Zirinsky, nữ chủ tịch đầu tiên của bộ phận tin tức của CBS, được công bố là sự lựa chọn thay thế David Rhodes vào ngày 6 tháng 1 năm 2019. Thông báo được đưa ra trong bối cảnh có tin rằng Rhodes sẽ từ chức chủ tịch của CBS News "trong bối cảnh xếp hạng giảm và thất bại từ những tiết lộ từ cuộc điều tra về các cáo buộc hành vi sai trái tình dục" chống lại các nhân vật của CBS News và Rhodes.